# Šport u 1983.
◄◄ | ◄ | 1980. | 1981. | 1982. | 1983.  | 1984. | 1985. | 1986. | ► | ►►
Arhitektura • Astronautika • Astronomija • Biologija • Film • Fotografija • Glazba • Kazalište • Kemija • Kiparstvo • Knjige • Književnost • Kršćanstvo • Meteorologija • Medicina • Planinarstvo • Politika • Pravo • Promet • Slikarstvo • Strip • Šport • Televizija • Znanost • Zrakoplovstvo • Željeznički promet
Šport u 1983.

## Svijet

### Natjecanja

#### Kontinentska natjecanja

##### Europska natjecanja
- Od 26. svibnja do 4. lipnja – Europsko prvenstvo u košarci u Francuskoj: prvak Italija
- Od 20. do 27. kolovoza – Europsko prvenstvo u vaterpolu u Rimu u Italiji: prvak SSSR

## Hrvatska i u Hrvata

### Smrti
- 6. veljače – Veljko Narančić, hrvatski atletičar (* 1898.)
- 1. listopada – Stjepan Prauhardt, hrvatski športski strijelac (* 1904.)

## Vanjske poveznice
|  | Zajednički poslužitelj ima još gradiva o temi Šport u 1983. |